# Bolitoglossa pandi
Bolitoglossa pandi é uma espécie de anfíbio caudado pertencente à família Plethodontidae, sub-família Plethodontinae.